# برنارد فيرتز
برنارد فيرتز (بالفرنسية: Bernard Wirtz)‏ (و. القرن 19 – القرن 20 م) هو لاعب كرة قدم لوكسمبورغي، ولد في لوكسمبورغ، مركز لعبه هو مُدَافِع.

## روابط خارجية
- برنارد فيرتز على موقع قاعدة بيانات كرة القدم.إي يو (الإنجليزية)
- برنارد فيرتز على موقع عالم كرة القدم.نت (الإنجليزية)